# Whenever (альбом)
| Оценки критиков          | Оценки критиков |
| Источник                 | Оценка          |
| ------------------------ | --------------- |
| AllMusic                 | [ 1 ]           |
| RapReviews               | 10/10           |
| Underground Hip Hop Blog | 7/10            |

Whenever — десятый студийный альбом американского хип-хоп дуэта Atmosphere. Он был выпущен на лейбле Rhymesayers Entertainment 13 декабря 2019 года. 8 ноября 2019 года вышел его дебютный сингл Bde Maka Ska.
С 13 января 2020 года по 28 февраля Atmography в сопровождении Никки Джин, The Lioness и DJ Keezy отправились в тур The Wherever Tour для продвижения альбома.

## Список композиций
| №                   | Название                                         | Длительность |
| ------------------- | ------------------------------------------------ | ------------ |
| 1.                  | «Bde Maka Ska»                                   | 2:50         |
| 2.                  | «Push Play»                                      | 2:18         |
| 3.                  | «Postal Lady»                                    | 3:52         |
| 4.                  | «Love Each Other»                                | 3:33         |
| 5.                  | «Romance»                                        | 3:10         |
| 6.                  | «Dearly Beloved» (при уч. Musab & Muja Messiah)  | 3:29         |
| 7.                  | «The Hands of Time»                              | 3:13         |
| 8.                  | «Whenever» (при уч. Gifted Gab, Murs & Haphduzn) | 3:44         |
| 9.                  | «Lovely» (при уч. Nikki Jean)                    | 4:37         |
| 10.                 | «Son of Abyss»                                   | 4:11         |
| 11.                 | «You're Gonna Go»                                | 3:44         |
| 12.                 | «The Ceiling»                                    | 4:10         |
| Общая длительность: | Общая длительность:                              | 42:51        |